# أنتوني بيترسون
أنتوني بيترسون (بالإنجليزية: Anthony Peterson)‏ مواليد 16 مارس 1985 في واشنطن العاصمة، هو ملاكم أمريكي يصنف ضمن فئة وزن الوسط. وهو الأخ الأصغر للملاكم لامونت بيترسون.

## إحصائيات
خاض خلال مسيرته 38 نزالا، فاز في 37 ولم يتعادل وخسر في 1. فاز بالضربة القاضية في 24 نزالا.

## روابط خارجية
- أنتوني بيترسون على موقع بوكس ريك (الإنجليزية) (registration required)